# Ann-Marie Lamm
Eva Ann-Marie Lamm, född 27 september 1917 i Kristiania, död 1 december 1993 i Farsta, var en målare och tecknare.
Hon var dotter till skyltmålaren Ernst Wåhlström och Sigrid Wiman samt mellan 1940 och 1966 gift med Herman Edvard Lamm. Hon arbetade först som posttjänsteman under ett 120-tal år innan hon beslöt sig för att bli konstnär. Hon studerade vid Barths målarskola 1947–1949 och vid Otte Skölds målarskola 1950 samt en kortare tid för Pierre Olofsson och Lennart Rodhe vid Académie Libre i Stockholm. Hon medverkade i Nationalmuseum utställning Unga tecknare ett par gånger och i Liljevalchs vårsalonger och utställningen Focus som arrangerades av Bok-Konsum i Stockholm. Hennes konst består av landskapsskildringar utförda i olja eller akvarell. Vid sidan av sitt eget skapande var hon anlitad som tidskriftsillustratör.